# Allein
Allein (arpità Alèn) és un municipi italià, situat a la regió de Vall d'Aosta. L'any 2007 tenia 249 habitants. Limita amb els municipis de Doues, Étroubles i Gignod.

## Administració

Situació d'Allein a la Vall

| Període | Identitat     | Partit        |
| ------- | ------------- | ------------- |
| 2005-   | Erik Patrocle | Llista cívica |